# Vergèze
Vergèze là một xã trong vùng Occitanie. Xã Vergèze nằm ở khu vực có độ cao trung bình 30 mét trên mực nước biển.